# جين لوبتشينكو
جين لوبتشينكو (بالإنجليزية: Jane Lubchenco)‏، (وُلدت في 4 ديسمبر عام 1947)، عالمة بيئية وبيئية بحرية أمريكية، تدرّس وتجري أبحاثًا في جامعة ولاية أوريغون. تتضّمن اهتماماتها البحثية التفاعلات بين البيئة وصحة الإنسان والتنوع البيولوجي وتغير المناخ والاستخدام المستدام للمحيطات وكوكب الأرض. من عام 2009 إلى عام 2013، شَغِلت منصب مدير الإدارة الوطنية للمحيطات والغلاف الجوي (إن أو إيه إيه)،  ووكيل وزارة التجارة للمحيطات والغلاف الجوي.
بعد استقالتها من (إن أو إيه إيه) كانت الضيف البارز لكلية «ميمي وبيتر هاس» في الخدمة العمومية في جامعة ستانفورد (في مارس - يونيو عام 2013). في يونيو 2013، عادت إلى جامعة ولاية أوريغون حيث كانت من أوائل المدعوين من قبل الرئيس المُنتخب أوباما للعمل مع «فريقه العلمي». تضمنت جوائزها المتعددة جائزة ماك آرثر للعبقرية في عام 1993 وأكثر من 15 درجة فخرية. في عام 2002، اعترفت مجلة «ديسكفر» بأن لوبتشينكو واحدة من أهم 50 امرأة في مجال العلوم.

## النشأة والتعليم
وُلدت لوبتشينكو في 4 ديسمبر عام 1947، وترعرت في دنفر وكولورادو، وكانت الشقيقة الأكبر لست بنات. كان والدها، مايكل لوبتشينكو جرّاحا من كارولينا الجنوبية، من أصل أوكراني وفرنسي وإنجليزي واسكتلندي وايرلندي، وكانت والدتها لاميتا دال لوبتشينكو طبيبة أطفال من داكوتا ومينيسوتا الشمالية، من أصول نرويجية وفرنسية وإنجليزية. التحقت لوبتشينكو بأكاديمية سانت ماري، وهي مدرسة ثانوية كاثوليكية للبنات. درست باحثة دراسات في كلية فورد المستقلة في جامعة كولورادو في «كولورادو سبرينغز»، وتخرجت بدرجة البكالوريوس في البيولوجيا في عام 1969. خلال فترة دراستها في الكلية، أثارت صفوف صيفية متعلقة بعلم الحيوانات اللا فقارية في مختبر الأحياء البحرية في «وودز هول» في «ماساتشوستس» اهتمامها في البيولوجيا والبحوث البحرية. التحقت بكلية الدراسات العليا في جامعة واشنطن حيث جمعت بين الطرق التجريبية والتطورية في البيئة البحرية في أطروحتها حول التنافس بين نجوم البحر. تخرّجت لوبتشينكو بدرجة الماجستير في علم الحيوان في عام 1971، ثم حصلت على شهادة الدكتوراه في عام 1975 في البيئة البحرية من جامعة هارفرد. تحدثت في أطروحتها عن الكثافة والمجتمعات البيئية على شواطئ البحر الصخرية في «نيو إنغلاند»، وشرحت بشكل خاص دور الحيوانات العاشبة، والتنافس بين الأعشاب البحرية، وآليات دفاعها ضد العواشب.

## الحياة المهنية
بعد حصولها على شهادة الدكتوراة في عام 1975، عُيّنت أستاذا مساعدا في جامعة هارفارد. في عام 1977، انتقلت هي وزوجها إلى جامعة ولاية أوريغون (أو إس يو) في «كورفاليس» في ولاية أوريغون، حيث عَمِلت أستاذا مساعدا (من عام 1977 حتى عام 1982)، وأستاذا مساعدا (من عام 1982 حتى عام 1988) وأستاذا خاصا (من عام 1988 حتى عام 2009 ، ومن عام 2013 حتى الآن). شَغِلت لوبتشينكو منصب رئيس قسم علم الحيوان من 1989-1992، وفي عام 1993،  عُيّنت أستاذ مخضرما في علم الحيوان. في عام 1995، عُيّنت هي وزوجها، الدكتور بروس مينج بمنصب أستاذ في منظمة «واين وجلاديس فالي» لعلم الأحياء البحرية، وشَغِلا منصبي رئيس قسم علم الحيوان. أحد الجوانب المتميزة للوبتشينكو في جامعة ولاية أوريغون، أنها كانت في المناصب التي تفاوضت عليها هي وزوجها هناك. لجذب كِلا الزوجين، قسّمت الجامعة منصب الأستاذ المساعد إلى وظيفتين منفصلتين، بدوام جزئي ثابت. سنح هذا التقسيم الجديد لكل منهما قضاء وقت طويل مع أسرته بالإضافة إلى عملهما في التدريس والبحث. يُعتبر هذا التقسيم الوظيفي لكل منهما الأول من نوعه في الولايات المتحدة، على الرغم من بدء تفاوض الآلاف من الأزواج منذ ذلك الحين على تقسيمات مماثلة. عَمِل كل منهما بدوام جزئي طيلة عشر سنوات، ثم عَمِلا ثلاثة أرباع الوقت لمدة عامين قبل أن يعودا إلى العمل بدوام كامل في عام 1989، وحدث كل ذلك في جامعة ولاية أوهايو.
أخذت لوبتشينكو إجازة من جامعة ولاية أوريغون للعمل مديرة مؤسسة الإدارة الوطنية للمحيطات والغلاف الجوي (من عام 2009 حتى عام 2013). بعد أن أمضت ثلاثة أشهر ضيفة كلية «هاس» المتميزة للخدمة العمومية في جامعة ستانفورد في ربيع عام 2013، عادت إلى جامعة ولاية أوهايو. عملت لوبتشينكو أيضاً مساعد باحث في معهد «سميثسونيان» للبحوث المدارية في بنما (من عام 1978 حتى عام 1984) وعملت في العديد من الأبحاث هناك. أجرت أيضاً دورات أو أبحاثاً موسّعة في جامعة جزر الهند الغربية في مدينة كينغستون في جامايكا (1976)، وفي الجامعة البابوية الكاثوليكية في مدينة سانتياغو في تشيلي (1986)؛ وفي معهد علم المحيطات، في الأكاديمية الصينية في تشينغداو في الصين (1987)؛ وفي جامعة كانتربيري في مدينة كرايستشيرش في نيوزيلندا (1994-1995 ، 1999-2000 ، 2002-2003).

## التواصل العلمي
طوال حياتها المهنية، شدّدت لوبتشينكو على مسؤوليات العلماء تُجاه المجتمع وأهمية التواصل الفعّال بين العلماء والمجتمع. في خطابها عام 1997 بصفتها رئيس الجمعية الأمريكية لتقدّم العلوم، ركّزت على «العقد الاجتماعي» للعلماء مع المجتمع، على سبيل المثال، التزامهم ليس فقط بخلق معرفة جديدة تساعد المجتمع، بل بتشارُك هذه المعرفة على نطاق واسع لا فقط مع العلماء الآخرين. أنشأت ثلاثة منظمات تهدف لمساعدة العلماء في إنماء حس التواصل لديهم بشكل أفضل. في عامي 1998 و 1999، على التوالي، أسّست برنامج  «ألدو ليوبولد وكومباس» الذي يهدف إلى تدريب العلماء على إيصال أبحاثهم بشكل أكثر فعالية للمواطنين ووسائل الإعلام ورجال السياسة وقادة الأعمال. في عام 2007، شاركت في تأسيس «كلايمت سينترال»، وهي منظمة غير ربحية غير متحيزة تهدف إلى إنشاء صلة بين علم تغير المناخ والشعب الأمريكي بطريقة مفهومة مفيدة ذات مصداقية.
تسعى لوبتشينكو لإنشاء صلات وصل بين المجتمع العلمي والجمهور العام من خلال محاضراتها العامة وكتابتها وعملها لدى منظمات علمية حكومية وغير حكومية. عملت عضوا في لجنة «بيو للمحيطات»، ولجنة المحيطات المشتركة، ولجنة معهد «آسبن» للقطب الشمالي، والمجلس الاستشاري في «جوجل أوشن».

## القيادة العلمية
خدمت لوبتشينكو المجتمع العلمي من خلال قيادتها للعديد من الجمعيات المهنية. ترأست الجمعية الأمريكية لتقدم العلوم (إيه إيه إيه إس، 1997-8)، والمجلس الدولي للعلوم (آي سي إس يو، 2002-5)، والجمعية البيئية الأمريكية (1992-1993). شَغِلت منصب عضو مُرشح من الرئيس،  في المجلس الوطني للعلوم مدة فصلين (1996-2006)، وانُتخبت لعضوية مجلس الأكاديمية الوطنية للعلوم وعُينت في اللجنة التنفيذية فيه. عملت في هيئات التحرير للعديد من المجلات الرئيسة المُختصة في مجالها.

## المحميات والمناطق البحرية المحمية
أشرفت لوبتشينكو على دراسة مُعمقة في علم المحميات البحرية (وتدعى أيضاً المناطق البحرية المحمية)،  وهي مناطق في المحيط محمية من أي تدخّل خارجي استغلالي. أظهرت الدراسة أن إنشاء المحميات يؤدي إلى زيادة كبيرة في عدد  أصناف الكائنات داخل المحمية وحجمها وتنوعها، وأن بعضا من تلك الأصناف يمتد إلى مناطق خارج المحمية. طرحت هذه الدراسة أيضاً مفهوم «شبكات» المحميات الموجودة داخل نظام بيئي بحري كبير والمتصلة ببعضها من خلال حركة الكائنات الصغيرة أو الكبيرة. قدّمت لوبتشينكو جملتها الشهيرة «20% بحلول عام 2020» التي تشير إلى أن 20% من محيطات العالم يجب حمايتها ضمن محميات بحرية بحلول عام 2020؛ للفت النظر حول الحاجة الماسّة لحماية المحيطات لاستعادة نشاطها. أثار هذا الطرح وغيره من الجهود الهادفة لتعزيز المحميات البحرية معارضة أولئك الذين يرغبون في الاستمرار في استخراج الموارد من المحيطات. في الآونة الأخيرة، يمتلك الصيادون حقوقا خاصة للصيد على أطراف المحميات البحرية، وبالتالي يستفيدون من الكائنات التي تخرج من المحمية، وبالتالي أيّدوا فكرة إنشاء المزيد من المحميات.

## روابط خارجية
- جين لوبتشينكو على موقع IMDb (الإنجليزية)